# (52270) Noamchomsky
(52270) Noamchomsky ist ein Asteroid des inneren Hauptgürtels. Er wurde am 13. Februar 1988 von dem belgischen Astronomen Eric Walter Elst am La-Silla-Observatorium der Europäischen Südsternwarte in Chile (IAU-Code 809) entdeckt.
Der Asteroid gehört der Vesta-Familie an, einer großen Gruppe von Asteroiden, benannt nach (4) Vesta, dem zweitgrößten Asteroiden und drittgrößten Himmelskörper des Hauptgürtels. Die zeitlosen (nichtoskulierenden) Bahnelemente von (52270) Noamchomsky sind fast identisch mit denjenigen von sechs weiteren Asteroiden: (9136) Lalande, (90863) 1996 QR1, (142339) 2002 RX201, (144967) 2005 EX92, (181663) 2008 AW2 und 2015 RV221.
(52270) Noamchomsky wurde am 12. März 2017 nach dem US-amerikanischen Sprachwissenschaftler Noam Chomsky (* 1928) benannt.